# Flickan i snön
Flickan i snön (spanska: La chica de nieve) är en spansk kriminal-dramaserie som hade premiär på strömningstjänsten Netflix den 27 januari 2023. Serien är baserad på en roman av Javier Castillo. Första säsongen består av sex avsnitt.

## Handling
Serien kretsar kring en liten flicka försvinnande under en parad i Málaga och en ung tidningsreporter, Miren Rojo, som gör allt hon kan för att hjälpa föräldrarna att hitta flickan.

## Rollista (i urval)
- Milena Smit – Miren Rojo
- José Coronado – Eduardo
- Aixa Villagrán – Belén Millán
- Tristán Ulloa – David Luque